# Vilhelm av Champeaux
Vilhelm av Champeaux (franska Guillaume de Champeaux), född omkring 1070 i Champeaux, död 18 januari 1121 i Châlons-sur-Marne, var en fransk medeltidsfilosof och skolastiker. 
Vilhelm var lärare vid katedralskolan vid Notre-Dame i Paris, där Abélard hörde honom och disputerade med honom. En tid var han korherre vid klostret Saint-Victor och anses ha givit uppslaget till den mystika riktning, som sedan utgick därifrån. Vid sin död var han biskop i Châlons-sur-Marne. I universaliefrågan var han en till ytterlighet gående realist. Bland hans skrifter kan nämnas Sententiæ.
Vilhelm anses vara grundaren av den extrema realismen, som framhåller att universalierna (allmänbegreppen) existerar oberoende av både det mänskliga sinnet och de enskilda tingen. Han fann till detta influenser i Platons realism.